# Klingfurth (Adelsgeschlecht)

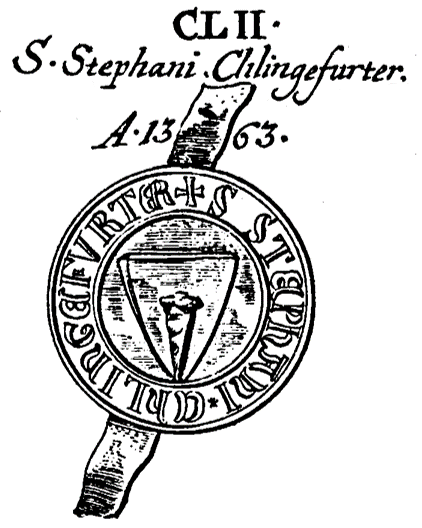
Siegel des Stephan von Klingfurth (Stephani Chlingefurter) (1363) bei Raimund Duellius

Die Adelsfamilie derer von Klingfurth (auch Chlingefurter, Chlingenfurt, o. ä.) war ein österreichisches Adelsgeschlecht  in Niederösterreich, die sich nach der heutigen Walpersbacher Katastralgemeinde Klingfurth nannte.

## Geschichte
Die Familie besaß Güter u. a. in und um Lanzenkirchen. Schon 1260/1280 erscheint ein Wolfo de Chlingenfurt als Besitzer von drei Mansen in Lanzenkirchen in den Österreichischen Urbaren. 1377 verkauften sie ihr Lehen an die Lanzenkirchner. Ein Wulfker von Klingfurth  besaß 1262 drei Höfe in Lanzenkirchen.
Um 1300 besaß Wulfing von Chlingfurth die Feste Lanzenkirchen. Wulfing hatte zwei Söhne: Heinrich und Wulfing. Heinrich war vermutlich der ältere. Von ihm ist die Nachricht von einer Urkundenunterzeichnung erhalten geblieben. Sie stammt vom 6. Januar 1332. Heinrich fiel jedoch bald danach einem Mordanschlag zum Opfer. Sein Bruder Wulfing der Chlingfurther brachte die gesamte Verlassenschaft des Vaters an sich. Heinrichs Sohn Stephan aber forderte sein Erbteil. Ein Schiedsgericht ordnete an, dass alles redlich geteilt werde, um künftig gut Freund zu sein.
Als „Raubritter“ berüchtigt war in der Zeit von 1358 bis 1365 Rudolf von Klingfurth.
1364 verpfändete Wulfing all seinen Besitz – mit Ausnahme der in Schwarzenbach liegenden Güter – an Stephan, um seiner Tochter eine Aussteuer in die Ehe mitgeben zu können. Sollte Wulfing das Pfand zu seinen Lebzeiten nicht mehr auslösen können, so sollte es Stephan als rechtmäßig erworben verbleiben.
Pernold von Klingfurth (urkundlich 1348–1379), Amtmann des Bischofs von Passau zu Zeiselmauer, hatte ebenfalls in und um Klingfurth Besitzungen, die er allerdings zum Großteil an den damals reichsten Bürger von Wiener Neustadt, Michael Prenner, verkaufte. Außerdem besaß er durch Heirat von Anna von Hof Anteile an der Veste Hof. Pernold von Klingfurth war ein Oheim der Katharina Plum (urkundlich 1362) und ein Vetter des Stephan von Klingfurth (Stephani Chlingefurter) (urkundlich 1363).

## Familienwappen
Die Klingfurther führte eine Schwertklinge im Wappen.